# Euphyia bistrigata
Euphyia bistrigata är en fjärilsart som beskrevs av Treitschke 1828. Euphyia bistrigata ingår i släktet Euphyia och familjen mätare. Inga underarter finns listade i Catalogue of Life.